# The Mini-Munsters
The Mini-Munster es una secuela animada de la serie de televisión Los Munsters de una hora que fue transmitida por la cadena ABC en 1973.

## Historia
La historieta comienza cuando los Munsters se informó a sus primos Igor y Lucretia van a visitar . Mientras tanto, Eddie quiere ser capaz de tocar en una banda y no molestar a sus padres a causa del constante ruido. Por lo tanto, abuelo inventa un coche de Eddie que sirve en la música para que pueda ir a la escuela y a la práctica. Mientras tanto, una compañía de gas se enfureció y destruye el coche y toma a las mascotas.

## Reparto (voces)
- Richard Long---Herman Munster
- Cynthia Adler--Lily Munster
- Al Lewis--Grandpa Munster
- Stuart Getz---Eddie
- Henry Gibson--Mr Grundy

## Otras películas relacionadas
- The Munsters' Revenge
- Munster Go Home
- The Munsters
- Here Come The Munsters

- Datos: Q5228252